# Vértetű
A vértetű (Eriosoma lanigerum) a legjelentősebb almakártevők egyike. Amerikából behurcolt faj.

## Életmódja, kártétele
A faj az alma hajtásain, vesszőin és gyökerein egyaránt szívesen táplálkozik, ültetvényekben ezzel károsít. A szívogató példányok testét fehér, vattaszerű viaszos váladék takarja, ami jól látható a megtámadott növényrészeken. Az érintett növényen, a szívogatás helyén, a vértetű nyálának hatására térfogatnövekedés alakul ki.
A föld feletti részeken a szívogatás látványosabb, viszont kertgazdasági tekintetben a gyökereken jelentkezett kártétel jelentősebb. Az ősz végét megérő példányok a gyökerek közt igyekeznek áttelelni, s amelyeknek ez sikerül, azok tavasszal a lombkoronába vándorolnak. Az így, frissen felszínre jött egyedek testét ekkor viaszváladék még nem fedi; a későbbiekben a vértetű kolóniák a törzs sérülések mentén, vízhajtásokon és új hajtásokon is kialakulhatnak.
Testnedve, amely a fehér viaszrétegen is átsejlik, piros színű, innét kapta nevét. Nemcsak a testére történő nyomásra kibuggyanó vérvörös nedv jellemző azonban rá, hanem az a fehér viaszváladék is, mely pehelyként borítja az egyes példányok hátát is, illetve azokat a helyeket is, ahol a vértetvek megtelepednek és nagy pelyhek módjára vattacsomóként veszik körül a faágakat. Csak az egészen fiatal és az éppen vándorúton lévő vértetveknek nincsen védő viaszburkuk.
Évente általában több nemzedéke van.

## Védekezés a kártétele ellen

### Prevenció
- Rezisztens alanyok használata: MM sorozat, például MM 106-os alany.
- Harmonikus tápanyagellátás

### Kémiai védekezési lehetőségek
- Karbamátok: pirimikarb hatóanyagú PIRIMOR 50 WG
- Természetes eredetű szerek: vazelinolaj-> Agrol Plusz
- Piretroidok: alfametrin hatóanyagú FENDONA, lambda-cihalotrin hatóanyagú KARATE

### Biológiai védekezési lehetőségek
- Természetes ellenség: vértetű-fémfürkész (Aphelinus mali) Jeszenszky Árpád az 1926–1928 közti időszakban sikeresen telepítette Magyarországon.

## Elterjedése
A gubacstetvek mintegy háromszáz faja, köztük a vértetű is Európa-szerte elterjedt faj.

### Természetes előfordulása
Eredeti előfordulási területe valószínűleg az amerikai kontinens volt, ahol vadon élő almaféle növényfajokon táplálkozott, s mivel ott természetes predátorai is éltek, bizonyára nem minősült kártevőnek. Amerikai szakértők ugyan sokáig ragaszkodtak ahhoz az állásponthoz, hogy a faj nem lehet ottani eredetű, mert kifejezetten almakártevő, az almafa pedig csak a 19. században került Amerikába; ma azonban már nem vitatott kérdés, hogy a vértetű a tengerentúlról származott át Európába. Ezt erősíti például az is, hogy régebbi gazdasági szakírók, akik igen részletesen leírták a koruk mezőgazdasági kártevőit, a vértetűt sehol sem említették. A faj szélesebb körű elterjedését – és világszinten jelentős kártevővé válását – az indíthatta be, amikor az eredeti élőhelye térségében megindult az almaültetvények nagyobb arányú telepítése.

### Európai elterjedése, kártevővé válása
Első európai előfordulását – francia források szerint – 1810-ben a La Manche csatornában fekvő Guernsey és Jersey szigeteken észlelték. A következő néhány évben felfedezték a francia Cote de Nord tartományban, Bretagne-ban, Normandiában, 1822-ben már Párizs közelében is, valamint Rajna menti tartományokban is. Belgiumban 1829-ben, Olaszországban 1836-ban, Tirolban 1848-ban, a Krímben 1860-ban, Oroszországban 1862-ben, Ausztriában pedig 1868-ban jelentették először.
Természetes terjedése egyébként nem volt gyors, főleg más behurcolt kártevőkkel egybevetve; széles körű elterjedését sokkal inkább az tette lehetővé, hogy a faiskolai csemeték kiterjedt kereskedelmi forgalma révén passzívan is eljuthatott nagy távolságokra. Ráadásul a faiskolai termelők a garantáltan kártevőmentes csemetéket jóval drágábban árusították, mint a tetveseket – sőt némelyek üzleti érdekből azt hirdették, hogy a vértetű nem is olyan veszedelmes –, így a gyümölcstermelők tömegesen vásárolták az olcsóbb, de fertőzött példányokat. 

### Magyarországi előfordulása
A Magyar Királyi Rovartani Állomás 1892-ben kiadott jelentése (Horváth Géza: Az 1884—1885. években felmerült gazdasági rovarkártevőkről) szerint 1884-ben észlelték először a fajt Magyarországon, méghozzá abban az évben rögtön több, egymástól távol eső helyen is: június 11-én Mosonmagyaróváron, a Gazdasági Akadémián, június 30-án a Pozsony vármegyei Pusztafödémesen, július 30-án Palánkán, Verestemplomon, december 4-én pedig Mosonmagyaróvár községben. A szakirodalomban az első hazai megjelenési helyének Pusztafödémest tekintik, amit az idézett jelentés szerzőjének helyszíni megállapításai is erősítenek.
Horváth tapasztalatai szerint a kártevő Zichy Ferenc gróf ottani almáskertjében jelent meg, ahol vizsgálata idején már a fák nagy része fertőzött volt; mivel azonban az ottani dolgozók szorgalmasan tisztogatták a fákat, a baj még nem öltött nagyobb arányokat. Jelentését így folytatta: „gróf Zichy Ferenc kertjébe ott megejtett vizsgálat szerint már 1875-ben hozattak Franciaországból almafacsemetéket”, ez alapján pedig a vértetű első hazai megtelepedésének időpontja bátran tehető az 1875-es évre. A födémesi adatok ugyancsak azt mutatták, hogy természetes terjedése nem volt gyors, hiszen 9 évvel később „a falu másik oldalán levő faiskolában a vértetű még nem lépett fel”.
A vértetű hazai megjelenése nyugtalanságot keltett a gyümölcstermelők között: a földművelésügyért felelős miniszter, Széchényi Pál már 1885-ben, az április 21-én kelt 57 790. számú rendeletével kötelezte Arad, Pozsony és Moson vármegyék törvényhatóságait, hogy szabályrendeletet alkossanak a faj elleni védekezésre, az almafacsemeték szállítását pedig tiltsák meg.
Miniszteriális szintre legközelebb 1896-ban került a téma: abban az évben Darányi Ignác rendelte el földművelésügyi miniszterként a vértetű ügyének újbóli vizsgálat alá vételét. Jablonowski József, a Rovartani Állomás akkori vezetője a következő években valóban kutatni kezdte a vértetű életmódját, de munkáját nehezítette, hogy a faj abban az időben még nem fordult elő a főváros környékén. Irtására vonatkozóan ettől függetlenül már a 20. század elején több útmutató is megjelent, más kérdés, hogy ezek egy része (a faj életmódjának kellő ismerete hiányában) teljesen dilettáns, esetenként az almafák egészségét is veszélyeztető elképzelésre alapult.
Miután az 1920-as évek második felében Jeszenszky Árpád sikeresen honosította meg egyik fontos természetes ellenségét, a vértetű-fémfürkészt (Aphelinus mali), a vértetű, mint kártevő hazai jelentősége ennek köszönhetően rövid időn belül nagy mértékben csökkent. A második világháborút követő időszakban viszont egy időre ismét megnőtt, elsősorban az akkor jellemzően használt, széles spektrumú rovarölő szerek gátlástalan alkalmazásának köszönhetően, hiszen azok épp a vértetűre (annak természetes, viaszos védőburka révén) jórészt hatástalanok voltak, a hasznos parazitoidját viszont ritkították.